# Quatrandorite
La quatrandorite (ex andorite IV) est une espèce minérale appartenant au groupe des sulfosels, de formule Pb18Ag15Sb47S96 avec des traces de Bi, Cu.

## Historique de la description et appellations

### Inventeur et étymologie
L'andorite IV est décrite par Moelo et al. en 1984, et nommée en l'honneur d'Andor von Semsey (1833-1923), un noble hongrois, également minéralogiste amateur.

### Localité type
Les Cougnasses, Orpierre, Hautes-Alpes, France.

### Synonymie
- Quatrandorite (Moelo 1984).

## Exploitation des gisements
UtilisationsUtilisée comme minerai d'argent.